# Samsø Skole
Samsø Skole er Samsøs eneste folkeskole og den største skole på øen, der derudover også rummer fri- og lilleskolen Samsø Frie Skole og efterskolen Samsø Efterskole. Skolen er beliggende i Tranebjerg, og tilbyder undervisning fra børnehaveklasse til og med 10. klasse. Skolen hed indtil 2013 Tranebjerg skole og er den eneste tilbageværende af Samsøs tidligere mange lokale kommuneskoler.

## Historie
Skolens historie går tilbage til 1725-28, hvor grev Danneskiold-Samsoe lod opføre fem skoler på øen.
I mange år var der på Samsø kommunale skoler i bl.a. Nordby, Onsbjerg, Besser, Brundby og Kolby. Endnu tidligere var der også skolegang i de helt små landsbyer som  Tanderup, Toftebjerg og Langør. Som del af den landsdækkende tendens til mere centraliserede skoler blev de efterhånden slået sammen, og i 1990 var Tranebjerg skole den eneste tilbageværende folkeskole på øen. 1. august 2013 skiftede skolen derfor navn fra Tranebjerg skole til Samsø skole.

## Organisation
Elevgrupperne består af Indskolingsgruppen (0.-2. klasse), Mellemtrinnet (3.-6. klasse) og Udskolingen (7.-9. klasse).
Samsø skole har en SFO tilknyttet med juniorklub, tweenclub og ungdomclub, derudover har Samsø kommune et ungdomstilbud om eftermiddagen for de ældste elever som hedder Grotten.

## Bygninger
Skolen holder til i en række forskellige bygninger, heriblandt
- "den gamle realskole", hovedbygningen fra den tidligere private realskole i Tranebjerg, som i dag indeholder Samsø skoles og musikskolens musiklokale
- "den nye realskole", opført i 1956 som kommunal folkeskole og udbygget løbende med bl.a. faglokaler
- "det gule palæ", der var realskolens bolig for skolelederen og for kostelever, og som nu fungerer som SFO, klub og juniorklub
- "Tolderhuset", Toldvæsenets tidligere tolderbolig, som nu er tilholdssted for børnehaveklassen

## Udfordringer
I 2017 var Samsø den danske kommune, der brugte suverænt flest penge pr. skoleelev, men samtidig havde det højeste fravær og den dårligste trivsel blandt alle landets 98 kommuner. Øens borgmester Marcel Meijer forklarede i den anledning til Politiken Skoleliv, at man havde haft en større ledelseskrise på skolen i kølvandet på den nylige skolereform. Derudover var det svært for skolen at fylde klasserne op, så man på mange klassetrin nærmest kun havde en halv klasse. Det gjorde undervisningen pr. elev dyr. Samtidig lå kommunen meget højt med hensyn til procentandelen af elever, der gik i friskole.

## Mangeårig Danmarksmester i skoleskydning
Elever fra Samsø skole har sammen med de øvrige skoler på Samsø en fornem position indenfor skoleskydning: Siden Skole DM i skydning første gang blev afviklet i 1995, har elever fra øen vundet otte af de 24 mesterskaber - heraf fem mesterskaber til Tranebjerg skole/Samsø skole, et til Samsø Friskole, et til Onsbjerg Lille Skole og ét til Samsø Frie Skole. Øens indendørs skydebaner i Samsø Idrætshal ligger lige ved siden af Samsø Skole, og dermed har det været let at træne skydning i idrætstimerne på skolen.